# Fußball-Afrikameisterschaft der Frauen 1991
Die Fußball-Afrikameisterschaft der Frauen 1991 (engl.: African Women Championship, franz.: Championnat d'Afrique de football féminin) war die erste, inoffizielle Ausspielung der afrikanischen Kontinentalmeisterschaft im Frauenfußball und wurde vom 16. Februar bis zum 30. Juni ohne Gastgeberland  im reinen K.-o.-System mit Hin- und Rückspiel ausgetragen.
Nigeria wurde durch zwei Finalsiege gegen Kamerun erster Afrikameister im Frauenfußball und qualifizierte sich damit für die Fußball-Weltmeisterschaft der Frauen 1991 in China.

## Viertelfinale
|         | Gesamt |          | Hinspiel | Rückspiel |
| ------- | ------ | -------- | -------- | --------- |
| Nigeria | 7:2    | Ghana    | 5:1      | 2:1       |
| Guinea  | 1      | Senegal  |          |           |
| Sambia  | 1      | Simbabwe |          |           |
| Kamerun | 1      | Zaire    |          |           |

## Halbfinale
|         | Gesamt |        | Hinspiel | Rückspiel |
| ------- | ------ | ------ | -------- | --------- |
| Nigeria | 7:0    | Guinea | 3:0      | 4:0       |
| Kamerun | 2      | Sambia |          |           |

## Finale
|         | Gesamt |         | Hinspiel | Rückspiel |
| ------- | ------ | ------- | -------- | --------- |
| Nigeria | 6:0    | Kamerun | 2:0      | 4:0       |